# 細島町 (浜松市)
細島町（ほそじまちょう）は静岡県浜松市中央区の町名。丁番を持たない単独町名である。住居表示未実施。

## 地理
曳馬地区の南東部に位置し、町内の西側を馬込川が流れている。

### 学区
- 浜松市立船越小学校
- 浜松市立八幡中学校

## 歴史

### 沿革
- 1889年（明治22年）4月1日 - 町村制の施行により、敷知郡細島新田村が周辺の村と合併し、敷知郡曳馬下村となる。旧村名は曳馬下村の大字として残る[WEB 7]。
- 1891年（明治24年）6月11日 - 曳馬下村が曳馬村に改称する。
- 1896年（明治29年）4月1日 - 郡制の施行により、曳馬村の所属郡が浜名郡に変更となる。
- 1934年（昭和9年）2月11日 - 曳馬村が町制施行し、曳馬町となる。
- 1936年（昭和11年）2月11日 - 曳馬町が浜松市に編入される。
- 1940年（昭和15年） - 大字細島新田から細島町へ住所表記を変更する[WEB 8]。
- 2007年（平成19年）4月1日 - 浜松市が政令指定都市となる。細島町は中区の一部となる。
- 2024年（令和6年）1月1日 - 浜松市の行政区再編により、細島町は中央区の一部となる。

## 施設
- 中部電力パワーグリッド細島変電所

## 交通

### バス
- 遠鉄バス2早出線：（浜松駅 - ）細島町（ - 早出上公園・イオンモール浜松市野 方面）

### 道路
- 浜松市道小池三島線（船越バイパス）

## その他

### 警察
警察の管轄区域は以下の通りである。
| 番・番地等 | 警察署         | 交番・駐在所 |
| ---------- | -------------- | ------------ |
| 全域       | 浜松中央警察署 | 曳馬交番     |

### 消防
消防の管轄区域は以下の通りである。
| 番・番地等 | 消防署   | 本署/出張所 |
| ---------- | -------- | ----------- |
| 全域       | 中消防署 | 本署        |

### WEB
1. ↑  “h02_22.csv”.   総務省 (2022年2月10日). 2024年10月8日閲覧。
2. ↑  “chuouku_menseki.xlsx”.   浜松市 (2024年3月12日). 2024年10月8日閲覧。
3. ↑  “静岡県 浜松市中央区 細島町の郵便番号 - 日本郵便”.   日本郵便. 2025年2月15日閲覧。
4. ↑  “市外局番の一覧” (PDF).   総務省 (2022年3月1日). 2024年6月19日閲覧。
5. ↑  “事業所案内及び管轄地域（事務所3件、分室3件）”.   一般社団法人静岡県自動車会議所. 2024年6月19日閲覧。
6. ↑  “住居表示実施状況”.   浜松市 (2024年1月4日). 2024年6月19日閲覧。
7. ↑  “historyofcities.pdf”.   静岡県総務部合併推進室・財団法人静岡県市町村振興協会. 2024年9月18日閲覧。
8. ↑  “解説ページ”.   株式会社エア. 2024年10月8日閲覧。
9. ↑  “曳馬交番｜静岡県警察”.   静岡県警察 (2024年1月1日). 2024年6月19日閲覧。
10. ↑  “消防署の町別管轄「ほ」／浜松市”.   浜松市 (2020年3月25日). 2024年6月19日閲覧。